# LEMO-Klassifikation
Die LEMO-Klassifikation ist eines von zwei gängigen Schemata zur Dokumentation von Krankheitsverlauf und -stadium der endokrinen Orbitopathie. Sie gilt als Erweiterung der NOSPECS-Klassifikation, die durch die American Thyroid Association entwickelt wurde. Das LEMO-Schema, bei dem es sich um eine sogenannte Facettenklassifikation handelt, wurde erstmals 1991 von Boergen und Pickardt vorgeschlagen.
Die Einteilung erfolgt dabei jeweils mit dem vorangestellten Buchstaben der beteiligten Strukturen und einer folgenden Ziffer. L1E2M0O2 steht beispielsweise für „nur Lidödem, Bindehautreizung morgens, fehlende Muskelveränderungen und periphere Gesichtsfelddefekte“.
Das LEMO-Schema ist eine wertvolle Unterstützung vor und während der Behandlung, um das Fortschreiten der Erkrankung oder eine therapiebedingte Besserung einzuschätzen. Es bietet eine strukturierte Übersicht über die Relevanz zentraler Symptome.
| Symptome                         | Klasse | Befund                                         |
| -------------------------------- | ------ | ---------------------------------------------- |
| Veränderungen an den Lidern (L)  | 0      | fehlend                                        |
| Veränderungen an den Lidern (L)  | 1      | nur Lidödem                                    |
| Veränderungen an den Lidern (L)  | 2      | echte Retraktion (beeinträchtigter Lidschluss) |
| Veränderungen an den Lidern (L)  | 3      | Retraktion plus Oberlidödem                    |
| Veränderungen an den Lidern (L)  | 4      | Retraktion plus Ober- und Unterlidödem         |
| Exophthalmus (E)                 | 0      | fehlend                                        |
| Exophthalmus (E)                 | 1      | ohne Lidschlussinsuffizienz                    |
| Exophthalmus (E)                 | 2      | Bindehautreizung morgens                       |
| Exophthalmus (E)                 | 3      | Bindehautreizung ständig                       |
| Exophthalmus (E)                 | 4      | Hornhautkomplikationen                         |
| Veränderungen an den Muskeln (M) | 0      | fehlend                                        |
| Veränderungen an den Muskeln (M) | 1      | nur mit bildgebenden Verfahren nachweisbar     |
| Veränderungen an den Muskeln (M) | 2      | Pseudoparese                                   |
| Veränderungen an den Muskeln (M) | 3      | Pseudoparalyse                                 |
| Beteiligung des N. Opticus (O)   | 0      | fehlend                                        |
| Beteiligung des N. Opticus (O)   | 1      | nur im Farbsehen und in VEP                    |
| Beteiligung des N. Opticus (O)   | 2      | periphere Gesichtsfelddefekte                  |
| Beteiligung des N. Opticus (O)   | 3      | zentrale Gesichtsfelddefekte                   |